# UCI Asia Tour de 2007-2008
O UCI Asia Tour 2007-2008 foi a quarta edição do calendário ciclístico internacional asiático. Contou com 26 carreiras e iniciou-se a 28 de outubro de 2007 em Japão, com a Japan Cup e finalizou a 15 de setembro de 2008 também em Japão com o Tour de Hokkaido.
O ganhador a nível individual e por segundo ano consecutivo foi o iraniano Hossein Askari da equipa Tabriz Petrochemical Team, seguido de seus colegas de equipa Ghader Mizbani e Hossein Nateghi . O Tabriz Petrochemical também foi o vencedor por equipas, enquanto por países Japão conseguiu a vitória.

## Calendário
Contou com as seguintes carreiras, tanto por etapas como de um dia.

### Outubro 2007
| Data | Carreira  | Cat. | Ganhador     | Equipa do ganhador   |
| ---- | --------- | ---- | ------------ | -------------------- |
| 28   | Japan Cup | 1.1  | Manuele Mori | Saunier Duval-Prodir |

### Novembro 2007
| Data    | Carreira        | Cat. | Ganhador         | Equipa do ganhador |
| ------- | --------------- | ---- | ---------------- | ------------------ |
| 3 ao 10 | Tour de Hainan  | 2.1  | Robert Radosz    | Intel-Action       |
| 11      | Tour de Okinawa | 1.2  | Takashi Miyazawa | Meitan Hompo-GDR   |

### Dezembro 2007
| Data     | Carreira                        | Cat. | Ganhador      | Equipa do ganhador   |
| -------- | ------------------------------- | ---- | ------------- | -------------------- |
| 16 ao 21 | Tour da Tailândia               | 2.2  | Ahad Kazemi   | Tabriz Petrochemical |
| 23 ao 30 | Tour do Mar da China Meridional | 2.2  | Wang Yip Tang |                      |

### Janeiro 2008
| Data    | Carreira                 | Cat. | Ganhador            | Equipa do ganhador    |
| ------- | ------------------------ | ---- | ------------------- | --------------------- |
| 7 ao 13 | Jelajah Malaysia         | 2.2  | Tonton Susanto      | Letua                 |
| 26      | H. H. Vice President Cup | 1.2  | Hammad Badr Mohamed | Doha                  |
| 27 ao 1 | Tour de Catar            | 2.1  | Tom Boonen          | Quick Step-Innergetic |

### Fevereiro 2008
| Data     | Carreira               | Cat. | Ganhador       | Equipa do ganhador           |
| -------- | ---------------------- | ---- | -------------- | ---------------------------- |
| 9 ao 17  | Tour de Langkawi       | 2.hc | Ruslan Ivanov  | Serramenti PVC Diquigiovanni |
| 21 ao 24 | UAQ International Race | 1.2  | Hossein Askari | Tabriz Petrochemical         |

### Março 2008
| Data    | Carreira       | Cat. | Ganhador        | Equipa do ganhador   |
| ------- | -------------- | ---- | --------------- | -------------------- |
| 2 ao 7  | Taftan Tour    | 2.2  | Hossein Nateghi | Tabriz Petrochemical |
| 9 ao 16 | Tour de Taiwan | 2.2  | John Murphy     | Health Net-Maxxis    |

### Abril 2008
| Data   | Carreira                           | Cat. | Ganhador       | Equipa do ganhador   |
| ------ | ---------------------------------- | ---- | -------------- | -------------------- |
| 2 ao 6 | Tour de Java Oriental              | 2.2  | Ghader Mizbani | Tabriz Petrochemical |
| 15     | Campeonato Asiático Contrarrelógio | CC   | Eugen Wacker   | Kirguistán           |
| 17     | Campeonato Asiático em Estrada     | CC   | Fumiyuki Beppu | Japão                |

### Maio 2008
| Data     | Carreira               | Cat. | Ganhador         | Equipa do ganhador     |
| -------- | ---------------------- | ---- | ---------------- | ---------------------- |
| 9 ao 11  | Tour de Kumano         | 2.2  | Miyataka Shimizu | Meitan Hompo-GDR       |
| 9 ao 13  | President Tour of Iran | 2.2  | Ahad Kazemi      | Tabriz Petrochemical   |
| 18 ao 25 | Volta ao Japão         | 2.2  | Cameron Meyer    | Southaustralia.com-AIS |
| 21 ao 29 | Tour do Azerbaijão     | 2.2  | Hossein Askari   | Tabriz Petrochemical   |

### Junho 2008
| Data    | Carreira             | Cat. | Ganhador       | Equipa do ganhador |
| ------- | -------------------- | ---- | -------------- | ------------------ |
| 21 ao 4 | Tour da Coreia-Japão | 2.2  | Sergey Lagutin |                    |

### Julho 2008
| Data     | Carreira                              | Cat. | Ganhador        | Equipa do ganhador      |
| -------- | ------------------------------------- | ---- | --------------- | ----------------------- |
| 11 ao 20 | Volta ao Lago Qinghai                 | 2.hc | Tyler Hamilton  | Rock Racing             |
| 13 ao 22 | Way to Pekin                          | 2.2  | Sergey Firsanov | Rietumu Bank-Riga       |
| 19 e 20  | His Excellency Gabenor of Malacca Cup | 2.2  | Mahdi Sohrabi   | Islamic Azad University |
| 23 ao 25 | Jelaja Negeri Sembilan                | 2.2  | Vadim Shaekhov  |                         |

### Setembro 2008
| Data     | Carreira          | Cat. | Ganhador         | Equipa do ganhador |
| -------- | ----------------- | ---- | ---------------- | ------------------ |
| 1 ao 6   | Tour da Tailândia | 2.2  | Alex Coutts      | Giant Asia Racing  |
| 11 ao 15 | Tour de Hokkaido  | 2.2  | Takashi Miyazawa | Meitan Hompo-GDR   |

## Classificações

### Individual
| Posição | Ciclista         | Pontos |
| ------- | ---------------- | ------ |
| 1       | Hossein Askari   | 240,66 |
| 2       | Ghader Mizbani   | 205,66 |
| 3       | Hossein Nateghi  | 204    |
| 4       | Mahdi Sohrabi    | 195    |
| 5       | Takashi Miyazawa | 192    |
| 6       | Ahad Kazemi      | 175,66 |
| 7       | Robert Radosz    | 163    |
| 8       | Tyler Hamilton   | 154    |
| 9       | Taiji Nishitani  | 132    |
| 10      | Sergey Lagutin   | 131    |

### Equipas
| Posição | Equipa               | Pontos |
| ------- | -------------------- | ------ |
| 1       | Tabriz Petrochemical | 909,64 |
| 2       | Meitan Hompo-GDR     | 545    |
| 3       | Skil-Shimano         | 338,6  |
| 4       | Letua                | 279    |
| 5       | Trek-Marco Polo      | 278    |

### Países
| Posição | País        | Pontos   |
| ------- | ----------- | -------- |
| 1       | Japão       | 1.181,2  |
| 2       | Irão        | 1.160,98 |
| 3       | Uzbequistão | 502,66   |
| 4       | Cazaquistão | 401,66   |
| 5       | China       | 296      |

### Países sub-23
| Posição | País                   | Pontos |
| ------- | ---------------------- | ------ |
| 1       | Irão                   | 386    |
| 2       | Malásia                | 233    |
| 3       | Uzbequistão            | 186    |
| 4       | Emirados Árabes Unidos | 106    |
| 5       | Coreia do Sul          | 62     |